# Тевлин, Борис Григорьевич
Бори́с Григо́рьевич Те́влин (12 июля 1931, Саратов — 2 июля 2012) — хоровой дирижёр, профессор (1981), заведующий кафедрой хорового дирижирования МГК имени П. И. Чайковского (1993—2007), заведующий кафедрой современного хорового исполнительского искусства МГК имени П. И. Чайковского(2011—2012), Народный артист Российской Федерации (1995).

## Биография
Б. Г. Тевлин родился 12 июля 1931 года в Саратове.
В 1952 году закончил дирижёрско-хоровое отделение Музыкального училища при Московской Консерватории (кл. преп. Е. Н. Зверевой); в 1957 году — МГК имени П. И. Чайковского: как хоровой дирижёр (класс профессора В. П. Мухина) и органист (класс профессора А. Ф. Гедике) В 1962 году окончил аспирантуру (руководитель профессор А. В. Свешников). В 1959 году начал преподавать в Московской консерватории.
Профессиональная дирижёрская деятельность с 1953 года связана с Хором студентов Московских вузов при Консерватории (с 1960 — Московский хор молодежи и студентов при Всероссийском Хоровом Обществе), которым Борис Тевлин руководил в течение 40 лет. Хор завоевал ряд наград на международных конкурсах. В том числе: 2 серебряные медали (полифония, фольклор) на 18 Международном конкурсе хоров им. Гвидо д’Ареццо (Италия, 1970); Золотая медаль и Большой приз на Международном конкурсе «Таллин-72» (Эстония); Золотая медаль 8 Международного конкурса хоров г. Варне (Болгария, 1975); Золотая медаль и Grand Prix на 28 Международном конкурсе хоров в г. Корке (Ирландия, 1981); две золотые медали и серебряная по трём номинациям на Международном конкурсе хоров в г. Толосе (Испания, 1989).
Хор студентов Московских вузов при Консерватории под руководством Тевлина исполнял сочинения И. С. Баха, Г. Генделя, В. А. Моцарта, Д. Палестрины, Дж. Гершвина, Д. Мийо, М. Березовского, Д. С. Бортнянского, С. С. Прокофьева, С. В. Рахманинова, С. А. Баласаняна, Р. Бойко, А. Пирумова, А. Локшина, Г. В. Свиридова, Вл. Агафонникова, В. Калистратова, Т. Корганова, М. Парцхаладзе, Р. К. Щедрина; песни композиторов А. А. Бабаджаняна, В. Мурадели, А. И. Островского, Я. А. Френкеля, А. Н. Пахмутовой, С. С. Туликова, О. Б. Фельцмана, А. Г. Флярковского.
С 1979 по 1991 — возглавлял Хор студентов Московской консерватории. Под управлением Бориса Тевлина впервые в истории факультета началась широкая концертная деятельность хора как в СССР, так за рубежом. В течение 12 лет Хор ежегодно участвовал в музыкальных фестивалях «Московская осень», где впервые исполнил около 300 произведений для хора а cappella. В числе авторов, премьерами сочинений которых дирижировал Б. Тевлин, были известные композиторы: Э. В. Денисов, Р. К. Щедрин, А. Г. Шнитке, К. Волков, В. Калистратов, М. Г. Коллонтай, и др. В репертуар Хора консерватории входили также крупные вокально-симфонические сочинения Баха, Бетховена, Генделя, Моцарта, Шуберта, Рахманинова, Прокофьева, Шостаковича.
В 1987 — основал ныне знаменитый Смешанный хор дирижёров-хормейстеров России, а в 1994 возглавил Российско-Американский хор. В 1994 году профессор Борис Тевлин создал Камерный хор Московской консерватории, одним из главных направлений которого стало исполнение современной отечественной и зарубежной музыки.
Борис Тевлин — руководитель мастер-классов в России, Болгарии, Венгрии, Израиле, Китае, США, Франции. Председатель жюри Всероссийских хоровых конкурсов «Поющая Россия», «Звучит Москва»; член жюри Конкурса хоровых дирижёров в Салавате (Башкортостан); а также многих зарубежных хоровых конкурсов, в том числе Всемирных хоровых Олимпиад.
В 2008-12 гг. возглавлял Государственный академический русский хор имени А. В. Свешникова. В 2009 году хор был удостоен гранта Президента РФ.
Борис Тевлин автор научно-методических и публицистических статей, рецензий, творческих портретов и воспоминаний. В 2001 году опубликовано монографическое издание «Борис Тевлин. Хоровые пути» под редакцией доктора искусствоведения, профессора В. С. Ценовой.
Дискография включает образцы хоровой музыки XVIII—XX веков, в том числе сочинения Д. С. Бортнянского, М. Березовского, Г. Генделя, Ф. Шуберта, С. И. Танеева, А. Гречанинова, А. Архангельского, М. П. Мусоргского, П. И. Чайковского, Н. А. Римского-Корсакова, С.Рахманинова, Д. Д. Шостаковича, С. С. Прокофьева, Г. В. Свиридова, Э. В. Денисова, А. Лемана, Н. Сидельникова, Р. С. Леденева, В. Тормиса, А. Лурье, В. Суслина, С. Губайдулиной, В. Калистратова и Р. К. Щедрина.
Заместитель председателя правления Всероссийского Музыкального Общества (1978), действительный член Академии Международной информатизации (1995), академик (2004), доктор философии (2004), член Союза композиторов России (1998), член консультативного совета Российской общенациональной секции ИСМЕ.
Умер в 2012 году. Похоронен на Введенском кладбище (7 уч.).

## Награды и звания
- Орден «За заслуги перед Отечеством» IV степени (2007 год) — за большой вклад в развитие отечественной музыкальной культуры и многолетнюю плодотворную деятельность[2]
- Орден Почёта (2002 год) — за многолетнюю плодотворную деятельность в области культуры и искусства[3]
- Народный артист Российской Федерации (1995 год) — за большие заслуги в области искусства[4]
- Заслуженный деятель искусств РСФСР (1980 год)
- Лауреат Премии Правительства Российской Федерации в области культуры (2005 год)
- Государственная премия РСФСР имени М. И. Глинки (1985 год) — за концертные программы (1982—1984)
- Благодарность Президента Российской Федерации (2011 год) — за большие заслуги в развитии отечественной культуры и многолетнюю творческую деятельность[5]
- Орден святого благоверного князя Даниила Московского III степени (2003 год, РПЦ)
- Премия города Москвы (2003 год)
- Премия Ленинского комсомола (1981) — за постановку, музыкальное и художественное оформление молодёжных праздников
- Почётный гражданин Сочи (1966)
- Почётный гражданин Саратова (2006)
- премия имени М. В. Ломоносова (2005)